# 類家バスセンター
類家バスセンター（るいけバスセンター）はかつて存在し、青森県八戸市小中野玄中寺にあった南部バスのバス停留所・発着所である。

## 概要
かつての南部バス八戸営業所はここに存在した。土地開発の関係上旧営業所の土地が分断され、手狭になった関係で八戸営業所を是川二ツ家に移転した。そして旧営業所はそのまま類家バスセンターとして再出発した（この時は車庫も継続）。その後1974年に小中野へ土地を移転した。現在の旧営業所は住宅地や酒屋荷物置き場となっておりここにバスセンターが存在した形跡すらない。
そして小中野バスセンターも2001年にラピアバスターミナルが運用開始されたと同時に大半が移転。結局2005年3月をもって土地売却され2008年にバスセンターも廃止された。
類家バスセンター誕生前は小中野新丁が終点であったが開業後に八戸→郊外行きのバスが類家バスセンターへ起終点へ変更した。是に伴い永年運行されていた新丁 - 柳町区間が廃止された（当区間は現在岬台 - ラピア線で運用再開）。

## 関連記事
- デーリー東北新聞社1974年7月13日付記事『利用者の便宜を図る～南部バス新八戸営業所是川二ツ家に移転』
- デーリー東北新聞社1975年6月13日付記事『起終点を類家バスセンターに』